# Гвоздика полевая
Гвозди́ка полева́я (лат. Dianthus campestris) — вид двудольных растений рода Гвоздика (Dianthus) семейства Гвоздичные (Caryophyllaceae). Впервые описана немецко-российским ботаником Фёдором Кондратьевичем Биберштейном в 1808 году.

## Распространение и среда обитания
Распространена в Румынии, Болгарии, Греции, Молдавии, Республике Беларусь, России, Турции, Украине и в странах Центральной Азии. Занесена в Латвию. В России встречается в европейской части и в западной Сибири.
Произрастает на каменистых и лесных участках, на лугах, среди кустарников.

## Ботаническое описание
Многолетнее травянистое растение.
Листья простые, линейные, размещены супротивно.
Цветки пятилепестковые, размером 1—2 см, розовые с вкраплениями белого и красного цветов.
Плод — коробочка.
Число хромосом — 2n=30.

## Значение и применение
Выращивается как декоративное растение.
Весной и летом всеми сельскохозяйственными животными поедается ниже удовлетворительного. В сене поедается удовлетворительно. В корнях и цветках содержит небольшое количество сапонинов.
Во всех частях растения обнаружены следы алкалоидов.

## Природоохранная ситуация
Занесена в Красные книги Республики Мордовия, Пермского края (Россия) и Житомирской области (Украина).

## Синонимы
Синонимичные названия:
- Dianthus campestris subsp. arenarius Širj.
- Dianthus campestris var. laevigatus Gruner
- Dianthus campestris subsp. laevigatus (Gruner) Klokov
- Dianthus campestris subsp. steppaceus Širj.
- Dianthus hypanicus Besser ex Rchb.
- Dianthus laevigatus (Gruner) Klokov
- Dianthus pseudoversicolor Klokov
- Dianthus serbanii (Prodán) Prodán